# Miroslav Adámek (politik ANO)
Miroslav Adámek (* 26. dubna 1973 Šumperk) je český politik a ředitel obecně prospěšné společnosti v oblasti sociálních služeb, v letech 2018 až 2024 senátor za obvod č. 65 – Šumperk, v letech 2022 až 2024 předseda Senátorského klubu ANO a SOCDEM, od roku 2024 zastupitel Olomouckého kraje, od roku 2022 starosta města Šumperk, nestraník za hnutí ANO.

## Život
Původní profesí je mechanik seřizovač pro výrobní linky, první zaměstnání získal jako dělník v truhlářské dílně. Při zaměstnání však vystudoval obor pedagogika – sociální práce na Pedagogické fakultě Univerzity Palackého v Olomouci (získal titul Mgr.) a následovalo 11 let praxe jako kurátor pro mládež na radnici v Šumperku. Působil také jako okresní protidrogový koordinátor.
Od roku 2008 je ředitelem obecně prospěšné společnosti PONTIS Šumperk, která poskytuje sociální služby širokému spektru obyvatelstva, a to od nejmenších dětí až po seniory a osoby se zdravotním postižením. Provozuje též internetovou poradnu v oblasti sociálních služeb.
Miroslav Adámek žije v Šumperku. Je ženatý, s manželkou mají jednoho syna a jednu dceru. Ve volném čase rád sportuje, v minulosti spolupracoval také s Horskou službou ČR jako figurant pro výcvik lavinových psů.

## Politická kariéra
Ve volbách do Senátu PČR v roce 2018 kandidoval jako nestraník za hnutí ANO 2011 v obvodu č. 65 – Šumperk. Se ziskem 29,21 % hlasů vyhrál první kolo a ve druhém kole se utkal s nestraníkem za KDU-ČSL a NV Zdeňkem Brožem. Toho porazil poměrem hlasů 60,55 % : 39,44 %, a stal se tak senátorem. Na začátku října 2022 se stal předsedou Senátorského klubu ANO a SOCDEM, ve funkci nahradil Jaroslava Větrovského.
V Senátu je členem Organizačního výboru, Výboru pro sociální politiku, Podvýboru pro sport Výboru pro vzdělávání, vědu, kulturu, lidská práva a petice a Podvýboru Organizačního výboru pro státní vyznamenání. Miroslav Adámek je také členem Stálé komise Senátu pro rozvoj venkova, Stálé komise Senátu pro Ústavu České republiky a parlamentní procedury, je rovněž ověřovatelem Senátu.
V komunálních volbách v roce 2022 vedl z pozice nezávislého v Šumperku kandidátku subjektu „ANO 2011 a nezávislí“ a byl zvolen zastupitelem města. V říjnu 2022 se pak stal starostou města.
V červnu 2023 byl zvolen členem dozorčí komise Národní sportovní agentury.
Ve volbách do Senátu PČR v roce 2024 obhajoval jako nestraník za hnutí ANO mandát senátora v obvodu č. 65 – Šumperk. V prvním kole vyhrál, když získal 48,24 % hlasů. Ve druhém kole se utkal s nezávislým kandidátem Stanislavem Balíkem, s nímž prohrál poměrem hlasů 45,74 % : 54,25 %. Mandát senátora se mu tak obhájit nepodařilo. Na začátku října 2024 jej ve funkci předsedkyně Senátorského klubu ANO a SOCDEM nahradila Jana Mračková Vildumetzová.
Nicméně v krajských volbách v září 2024 byl z pozice nestraníka za hnutí ANO zvolen zastupitelem Olomouckého kraje.
Ve sněmovních volbách v roce 2025 kandiduje na 16. místě kandidátní listiny hnutí ANO v Olomouckém kraji.